# 卡拉帕蒂
卡拉帕蒂（Kalapatti），是印度泰米尔纳德邦Coimbatore县的一个城镇。总人口22089（2001年）。

## 人口
该地2001年总人口22089人，其中男性11388人，女性10701人；0—6岁人口2080人，其中男1063人，女1017人；识字率71.91%，其中男性为78.11%，女性为65.32%。